# Stabsoberwachtmeister
Stabsoberwachtmeister war, von 1909 bis 1918, ein Dienstgrad im Königlich Bayerischen Gendarmeriekorps und, 1935, in den Länderpolizeien der damaligen deutschen Bundesländer (Reichsländer).
Die Bezeichnung ist nicht zu verwechseln mit dem Oberstabswachtmeister des österreichischen Bundesheeres oder dem Stabsobermeister der einstigen DDR-Volksmarine. 

## Königlich Bayerische Gendarmerie (1909–1918)
Die Dienstgradbezeichnung entstand im Januar 1909, aus der Umbenennung des bisherigen Oberwachtmeisters. Als gradältester Wachtmeister rangierte er mit dem Garde-Hartschier, der seinerseits gleich auf war mit dem Offiziers-Adspiranten erster Klasse (Oberfähnrich). Entsprechend stand der Stabsoberwachtmeister hinter dem Leutnant, aber vor dem Oberwachtmeister (bis 1909: Wachtmeister), Wachtmeister (bis 1909: Vize-Wachtmeister), dem Sergeanten und dem Gendarm. Mit dem Untergang der kgl. bay. Gendarmerie, 1918, verschwand zunächst auch die Dienstgradgradbezeichnung Stabsoberwachtmeister.
Die Uniform des Stabsoberwachtmeisters unterschied sich merklich von jener der übrigen Wachtmeister. So trug er nicht den sonst üblichen Kragenschmuck (goldene Randtressen und je ein großer Auszeichnungsknopf auf jeder Kragenseite), sondern, am Waffenrock, die goldgestickten Litzen der Offiziere. Die Stoffschulterklappen aus Grundtuch mit hochroten Vorstößen waren oben und seitlich mit der silbernen, blau durchzogenen Epaulettentresse der Offiziere eingefasst. Identische Schulterklappen trug der Stabsoberwachtmeister zu der nur ihm vorbehaltenen Litewka der Offiziere und, ab 1912, am Offiziersmantel. Entsprechend der Kragen des Mantels innen grün, außen hochrot (statt aus dem grauen Grundtuch der niederen Wachtmeister oder außen grau und innen grün, wie der Oberwachtmeister). Dazu, als einziger Wachtmeisterdienstgrad, der Offiziershelm oder die Offiziersschirmmütze mit hochrotem Besatzstreifen (statt dunkelgrün, wie bei den übrigen Wachtmeistern). Bis 1912 war der Offizierssäbel am Überschnallkoppel der Offiziere erlaubt, seitdem nur noch der Oberwachtmeister-Säbel am Offiziers-Unterschnallkoppel.

## Deutsche Landespolizeien (1934/35)
Zur Zeit der Weimarer Republik behielten die verschiedenen Polizeikörper des Freistaates Bayern die Bezeichnungen Wachtmeister und Oberwachtmeister meist bei. Anstelle des Stabsoberwachtmeister bildete jetzt aber in der Regel der Polizei-Hauptwachtmeister die Spitze der Wachtmeister-Hierarchie.
1934/1935 kam die Bezeichnung Stabsoberwachtmeister erneut auf, diesmal nicht nur in der Bayerischen Landespolizei, sondern auch in den Bereitschafts- bzw. Landespolizeien der übrigen Reichsländer. Die Landespolizeien waren ab Januar 1934 dem Reichsinnenministerium unterstellt worden und wurden nun einheitlich organisiert. 
Position und Aufgaben des Stabsoberwachtmeisters waren indes verändert. Nun stand er zwischen dem Truppwachtmeister und dem Zugwachtmeister. 1935/36 vollzog sich die Eingliederung der Landespolizei-Personals der Reichsländer in Heer und Luftwaffe der Wehrmacht. Bisherige Stabsoberwachtmeister wurden als Unterfeldwebel eingereiht.
Das Dienstgradabzeichen ähnelte jenem des Wehrmachts-Unterfeldwebels: ein Besatz aus schmaler Aluminiumtresse rings um die Ränder der Stoffschulterklappen sowie entlang des oberen und vorderen Kragenrandes.